# 孙行友
孙行友（902年—981年），后晋、契丹、后汉、后周、北宋武将。

## 生平

### 早期生涯
孙行友是莫州清苑人，世代务农。定州西二百里在前往易州的道路中间有狼山，以前有城堡，边民靠它躲避边寇。山中兰若寺的尼姑孙深意是孙行友的族人，有妖术惑众。孙行友与兄孙方简自称是她的侄子，称她为姑师，不喝酒吃肉，侍奉她很谨慎。深意坐化后，孙行友愈发以为她是神，于是用她的道术点燃香灯，渐渐聚集了众多百姓。

### 效力后晋
开运三年（946年）四月，因后晋出帝与契丹绝交，边州困于转输，赋役烦重，盗贼横行，边民往往投靠孙方简，推他为帅。孙方简、孙行友率乡里豪健据寺为寨以自保，击败契丹，依附他们的人越来越多，达到千余家。孙方简上表归附朝廷，朝廷以孙方简为边界游奕使，孙行友为副使。

### 效力后汉
契丹灭晋后，授孙方简义武军节度使，孙行友易州刺史，不久以耶律忠代任孙方简，孙方简不受命，率众回到狼山。后汉初年，契丹毁定州城，孙方简又率众回到定州，上表投靠后汉，奏请授孙行友易州刺史，另一弟孙行义泰州刺史，成掎角之势，每次契丹入寇，各军镇都闭营坐视，契丹一无所得，也害怕孙氏兄弟。
孙行友曾遣都校王友遇在石河巡察，与契丹遭遇，杀百余骑，又曾俘获契丹所任的刺史蔡幅顺、清苑令王琏。乾祐年间，契丹又来犯边，孙行友抵御之，俘杀数百人。乾祐三年（949年）十一月，镇、定二州奏称契丹入侵，枢密使郭威奉命北征，孙行友在路上献上自己俘杀的人马求见，且请求为其效力，郭威于是厚加赏赐，留他在军中。

### 效力后周
郭威建立后周后，孙方简为避郭威父郭简讳，改名孙方谏。孙行友屡次上言侦得契丹军情，请求以三千劲兵乘间平定幽州，于是八月，后周迁孙方谏为镇国军节度使，以孙行友为义武军留后。孙氏兄弟子侄有多人在内廷任职。显德元年（954年）正月，孙行友正授为义武军节度使。七月，周世宗亲征北汉回朝，加孙行友检校太傅。六年（959年）二月，世宗下诏北征，命孙行友守御西山路。五月，孙行友攻下契丹的易州，生擒其刺史李在钦献上。
六月，世宗崩，周恭帝继位。八月，孙行友由检校太保加检校太傅，进阶爵。

### 效力北宋
北宋初，加同平章事。深意的信徒越来越多，禁止不住，孙行友不安，屡次上表请求辞职回狼山，下诏不允。孙行友害怕，于建隆二年（961年）八月转移仓库，召集丁壮，缮治兵甲，想抛下子女回到狼山据寨叛宋。兵马都监药继能秘密上表其事，宋太祖遣阁门副使武怀节骑马会合镇州、赵州的军队，自称巡边，直入定州城，孙行友没有察觉。武怀节拿出诏书给孙行友看，命令他全族入朝，孙行友仓促听命。到后，宋太祖命侍御史李维岳去他家讯问，得到实情，下诏切责，削夺从前官爵，囚禁在家，处决其部下数人，遣使骑马去狼山，毁了狼山佛寺，将深意的尸体运回京城在西北隅焚毁。孙行友的弟弟易州刺史孙方进、兄子保塞军使孙全晖都到宫门前待罪，太祖下诏放过他们。
建隆四年（963年）秋，太祖下诏免除对孙行友的禁锢。不久，因郊祀恩泽天下，起用孙行友为右能武军将军。乾德二年（964年），迁右监门卫大将军，又改左能武军大将军。太平兴国六年（981年），卒，赠左卫上将军。

## 家族
- 子孙全照。[2]

## 评价
- 《宋史》论曰：方谏、行友介辽、晋间，持两端以取将相，终以首鼠获咎，其诸异端之害欤。（孙方谏、孙行友介于辽、晋之间，首鼠两端以取将相之位，最终也因为首鼠两端获罪，这也是异端之害啊！）[2]